# Monopetalotaxis pyrocraspis
Monopetalotaxis pyrocraspis là một loài bướm đêm thuộc họ Sesiidae. Nó được biết đến ở Nam Phi.